# RIM-67 Standard
RIM-67 Standard ER (SM-1ER/SM-2ER) — це зенітна ракета підвищеної дальності з додатковою здатністю бути протикорабельною, спочатку розроблена для ВМС США.
Ракета RIM-67 була розроблена як заміна RIM-8 Talos, ракет 1950-х років, які використовувалася на різних кораблях ВМС США, з часом також замінила RIM-2 Terrier, оскільки мала аналогічний розмір і підходила до наявних пускових установок і контейнерів. RIM-66 Standard MR була по суті тією ж ракетою, але без розгінного ступеня, призначеною для заміни RIM-24 Tartar. Таким чином, серія RIM-66/67 стала універсальною системою ЗРК ВМС США.

## RIM-67A SM-1 ER
RIM-67A (SM-1ER Block I) замінила у ВМС ракету RIM-8 Talos. Удосконалена технологія дозволила зменшити RIM-67 до розміру попередньої ракети RIM-2 Terrier. Наявні кораблі з системою керування вогнем керованих ракет Mk86, або «Terrier» були адаптовані для використання нової ракети замість старої ракети RIM-2 Terrier.

## RIM-67B і RIM-156 SM-2 збільшеної дальності
Друге покоління стандартних ракет, (SM-2, англ. Standard Missile 2), було розроблено для бойової системи «Aegis» і програми «модернізації у зв'язку з новою загрозою» (англ. New Threat Upgrade, NTU), яка планувалася для наявних кораблів з системами Terrier і Tartar. Есмінець USS Mahan служив тестовою платформою для розробки проєкту ракетної програми CG/SM-2 ER (англ. Extended Range). Основною зміною в порівнянні зі «Standard Missile 1» є введення системи інерціального наведення для кожної фази польоту ракети, за винятком кінцевої фази, де збереглося напівактивне самонаведення. Ця зміна в конструкції була зроблена для того, щоб ракети могли розподіляти час роботи радарів в режимі наведення і дозволяти кораблям захищатися від масованих атак великою кількістю ракет одночасно.
Кораблі типу Terrier, переобладнані в рамках New Threat Upgrade, були переобладнані для роботи з ракетою RIM-67B (SM-2ER Block II).
ЗРК RIM-156A Standard SM-2ER Block IV з прискорювачем Mk72 був розроблений, щоб компенсувати відсутність ЗРК великої дальності для крейсерів типу «Ticonderoga». Прискорювач Mk72 дозволяє RIM-156A встановлюватися в систему вертикального пуску Mark 41. Цю конфігурацію також можна використовувати для кінцевої фази ПРО систем захисту від балістичних ракет.

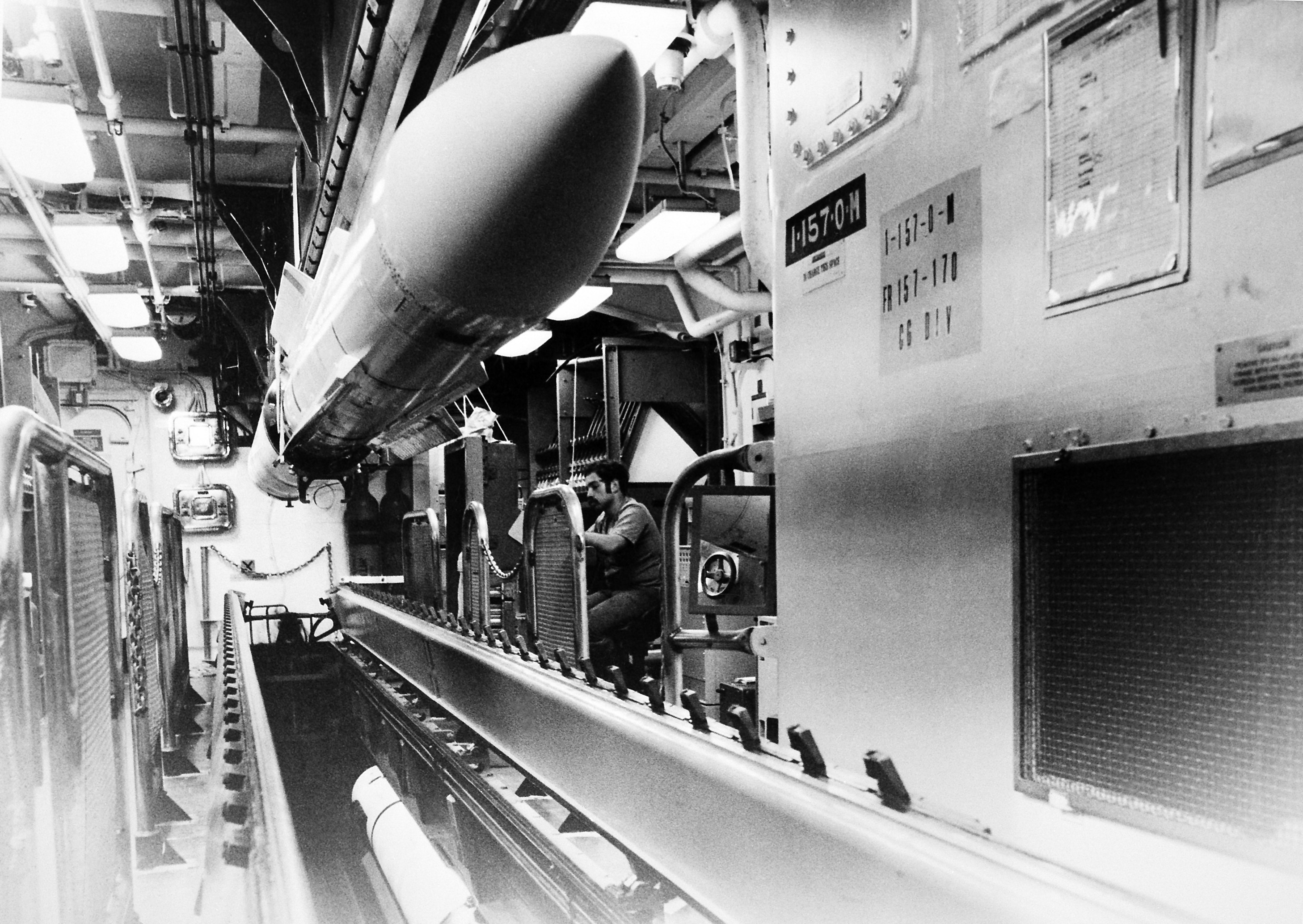
SM-2ER на рейці всередині.

Існував план створення стандартної ракети з ядерним озброєнням із встановленням ядерної боєголовки W81, як заміну попередньої ракети Nuclear Terrier (RIM-2D). ВМФ США скасував вимогу щодо ракети з ядерним озброєнням у 1980-х роках, і проєкт був скасований.
«Standard Missile» також можна використовувати проти кораблів або на відстані прямої видимості, використовуючи напівактивний режим самонаведення, або над горизонтом, використовуючи інерціальне наведення та кінцеве інфрачервоне наведення.
RIM-174 Standard Missile 6 ERAM — нове покоління стандартних ракет підвищеної дальності, які надійшли на озброєння в 2013 році.

## Історія використання
Під час ірано-іракської війни (1980—1988) Сполучені Штати розгорнули ракети «Standard Missile», щоб захистити свій флот, а також інші кораблі в Перській затоці від загрози іранських атак. За даними ВПС Ірану, їхні F-4 Phantom II були обстріляні SM-2ER, але вдалося ухилитися від них, причому один літак отримав нефатальне осколкове пошкодження. Під час тієї ж війни ВМС Сполучених Штатів помилково збили іранський цивільний авіалайнер рейсу 655 Iran Air двома ракетами SM-2.
18 квітня 1988 року під час операції «Praying Mantis» фрегат USS Simpson випустив чотири ракети RIM-66 і крейсер USS Wainwright випустив дві ракети RIM-67 по іранському кораблю «Joshan», та іранському ракетному катеру класу «Kaman» (тип La Combattante II). Атаки знищили надбудову іранського корабля, але не потопили його.

### Розгортання

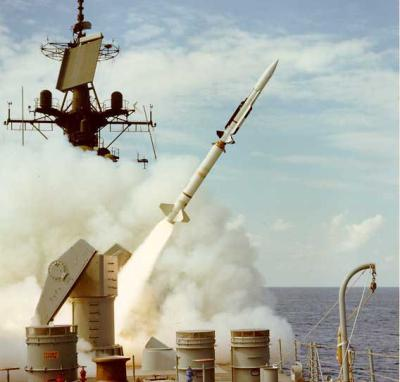
Запуск RIM-67A

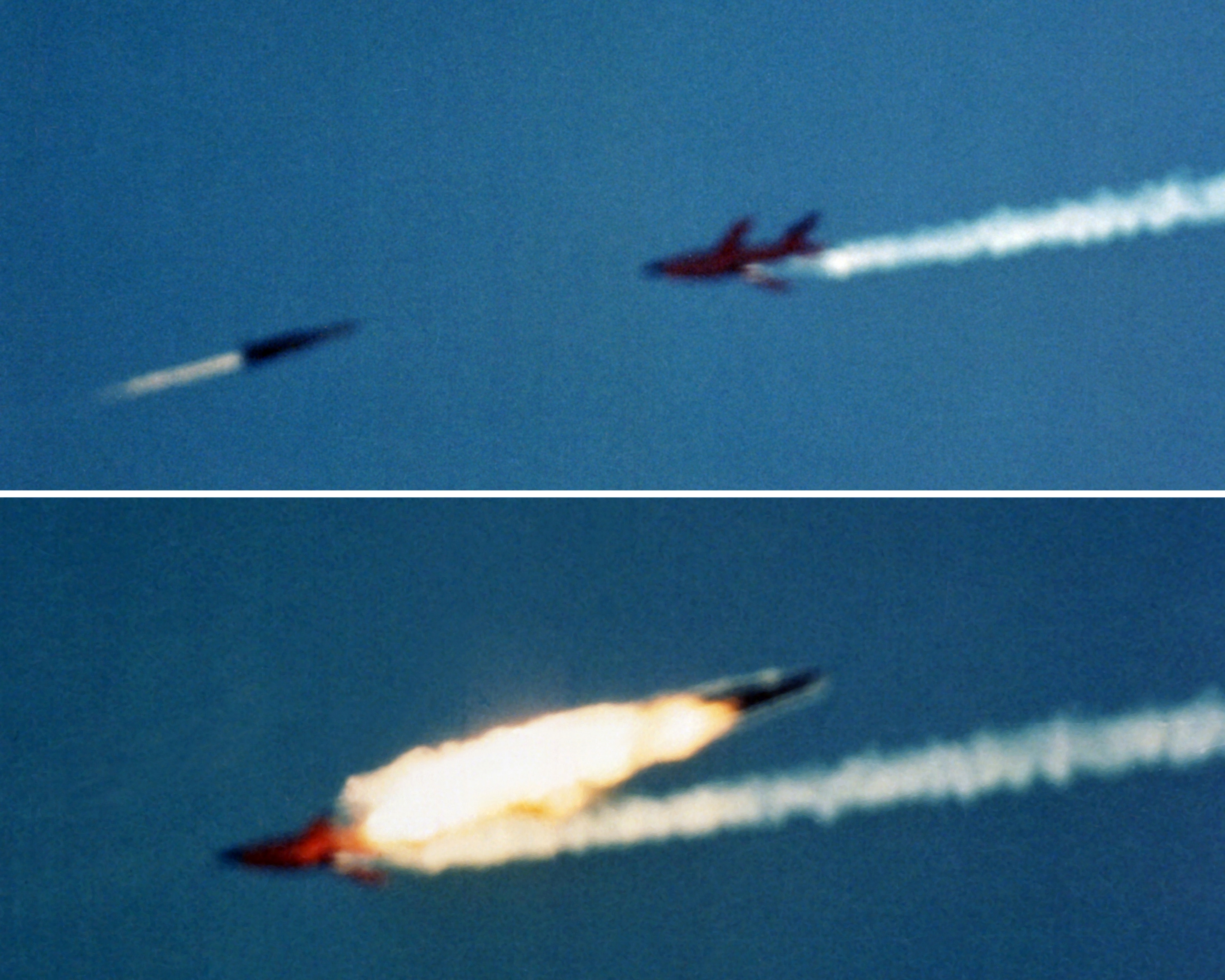
RIM-67 перехоплює дрон Firebee під час випробувань 1980 року.

ЗРК RIM-67 Standard був розгорнутий на кораблях наступних класів, замінивши RIM-2 Terrier. Усі кораблі використовували для наведення AN/SPG-55. Як пускова система використовувалася система пуску керованих ракет Mk10. Нові судна, оснащені системою Threat Upgrade, керували RIM-67B, які використовували інерційне наведення для кожної фази перехоплення, за винятком кінцевої фази, коли радар AN/SPG-55 підсвічує ціль.
- USS Long Beach SM-1ER пізніше SM-2ER «NTU».
- Есмінці класу «Farragut» SM-1ER, а пізніше SM-2ER «NTU» (USS Mahan лише).
- Leahy-class cruisers SM-1ER пізніше SM-2ER «NTU».
- USS Bainbridge SM-1ER пізніше SM-2ER «NTU».
- Belknap-class cruisers SM-1ER пізніше SM-2ER «NTU».
- USS Truxtun SM-1ER пізніше SM-2ER «NTU».
- Італійський крейсер «Vittorio Veneto» SM-1ER.

RIM-156 Standard Block IV — це версія, розроблена для бойової системи Aegis, вона має менший компактний розгінний ступінь для стрільби з вертикальної пускової системи Mk-41. Як і попередній RIM-67B, вона використовує інерційне/командне наведення з напівактивним самонаведенням на кінцевій фазі польоту ракети.
- Ракетні крейсери типу «Тікондерога» (системи вертикального запуску)
- Есмінці класу «Arleigh Burke»

## Варіанти
| Позначення                  | Блок              | Примітки |
| --------------------------- | ----------------- | --- |

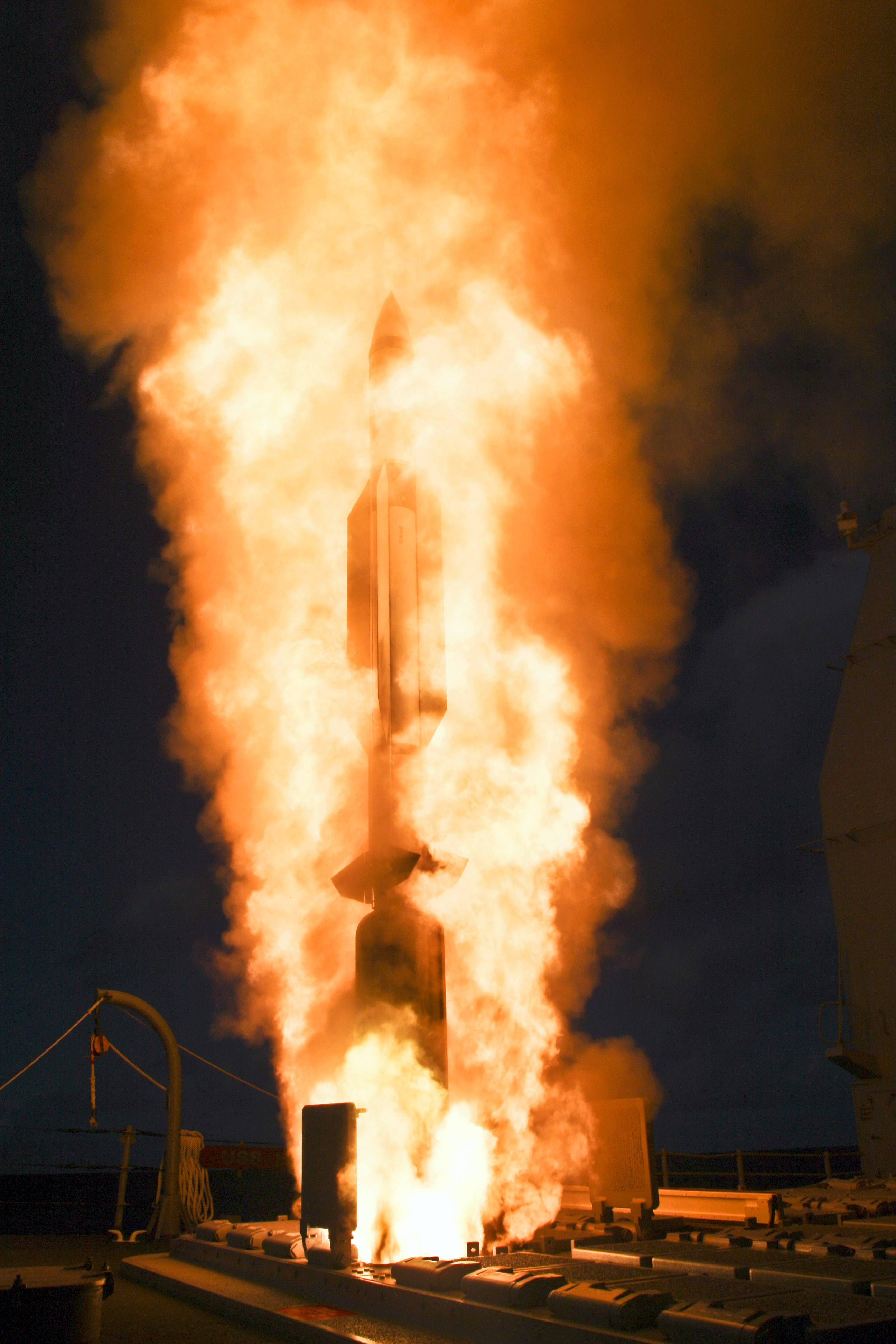
RIM-156A (VLS- версія RIM-67), що запускається з системи вертикального запуску на USS «Lake Erie» у 2008 році.

| RIM-67A                     | SM-1ER Block I    | Розвиток ракети RIM-2 Terrier - По суті ідентична відповідній ракеті СМ-1МР, за винятком силової установки - Твердопаливний маршовий ракетний двигун Atlantic Research Corp. MK 30 - Бустер Геркулес Мk-12 - Мk-51 стрижнева бойова частина |
| RIM-67B                     | SM-2ER Block I    | Модернізація «NTU». Прийнятий на озброєння в 1980 році. - Інерціальна система наведення - Моноімпульсна ГСН для кінцевого самонаведення |
| RIM-67C                     | SM-2ER Block II   | Модернізація «NTU» - Представлений бустер Hercules MK 70, що майже вдвічі збільшив радіус дії - МК-115 осколково-фугасна бойова частина |
| RIM-67D                     | SM-2ER Block III  | Модернізація «NTU» - Маршовий двигун Mk-30 MOD 4 - Безконтактний підривник Mk-45 MOD 8 (також відомий як TDD — пристрій виявлення цілей) |
| RIM-67D                     | SM-2ER Block IIIC | Модернізація «NTU» для вдосконалених протикорабельних ракет і літаків - Активне радіолокаційне самонаведення |
| RIM-156A (колишній RIM-67E) | SM-2ER Блок IV    | Призначений для кораблів з системою Aegis VLS. Початковий оперативний потенціал був оголошений у серпні 1999 року. - Прискорювач Mk-72, який використовує керування вектором тяги - Mk-45 MOD 10 TDD, для покращеної ефективності проти загроз із низькою ефективною площею розсіювання - Модифікації вказівок і керування для кращої роботи в суворих середовищах ECM - Крок розвитку до ракет оборони від балістичних ракет ТВД (NATBMD) |
| RIM-156B                    | СМ-2ЕР Блок IVA   | Розроблено для модифікованих кораблів Aegis VLS, здатних відстежувати як TBM, так і літаки. - Дворежимний RF/IIR (радіочастотний/інфрачервоний). - Модернізована БЧ Мk-125 - Покращений автопілот для місії проти тактичних балістичних ракет Скасовано як частину всієї програми NATBMD у грудні 2001 року. |

## Галерея

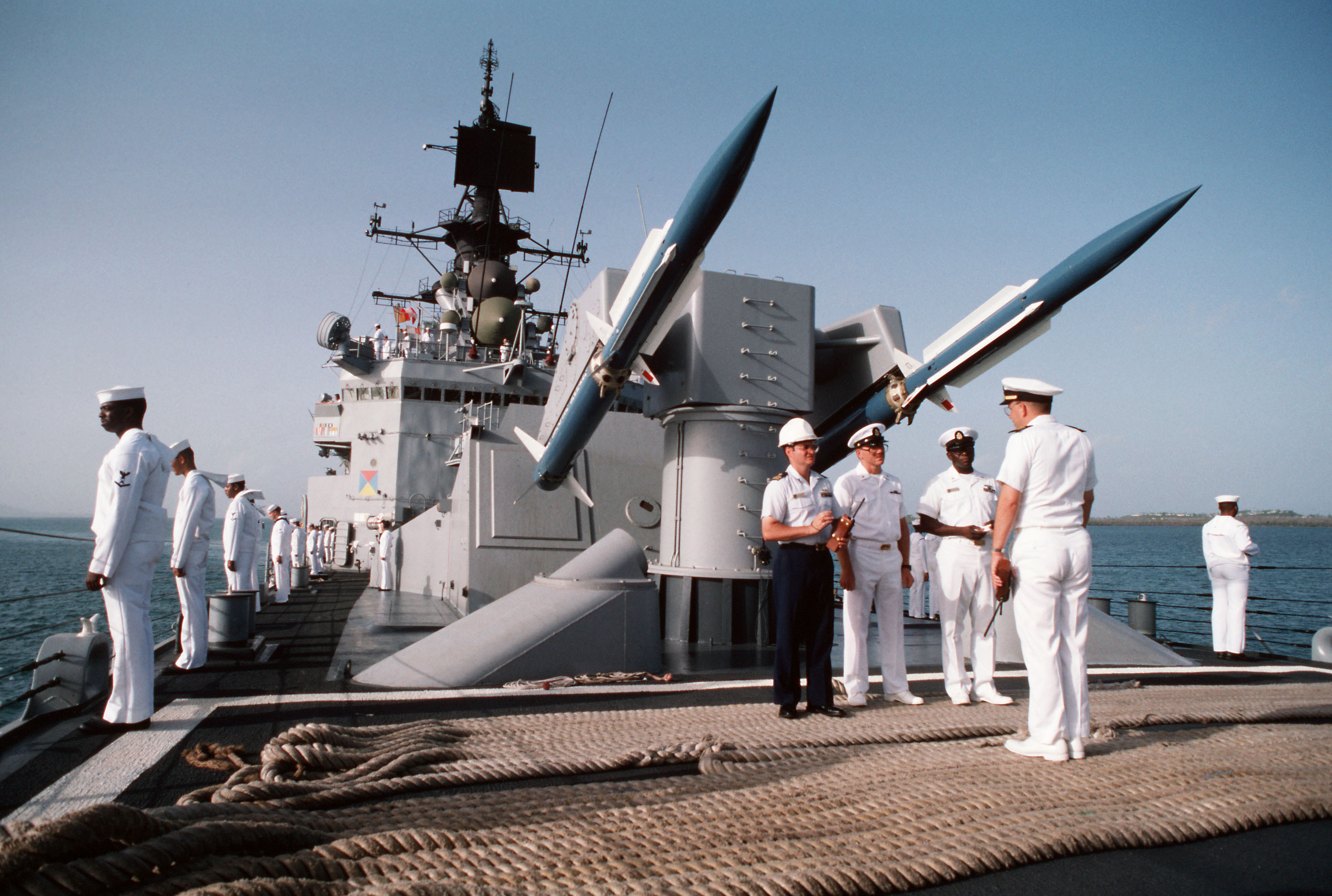
Сині тренувальні ракети на рейках MK-10 GMLS на USS Josephus Daniels
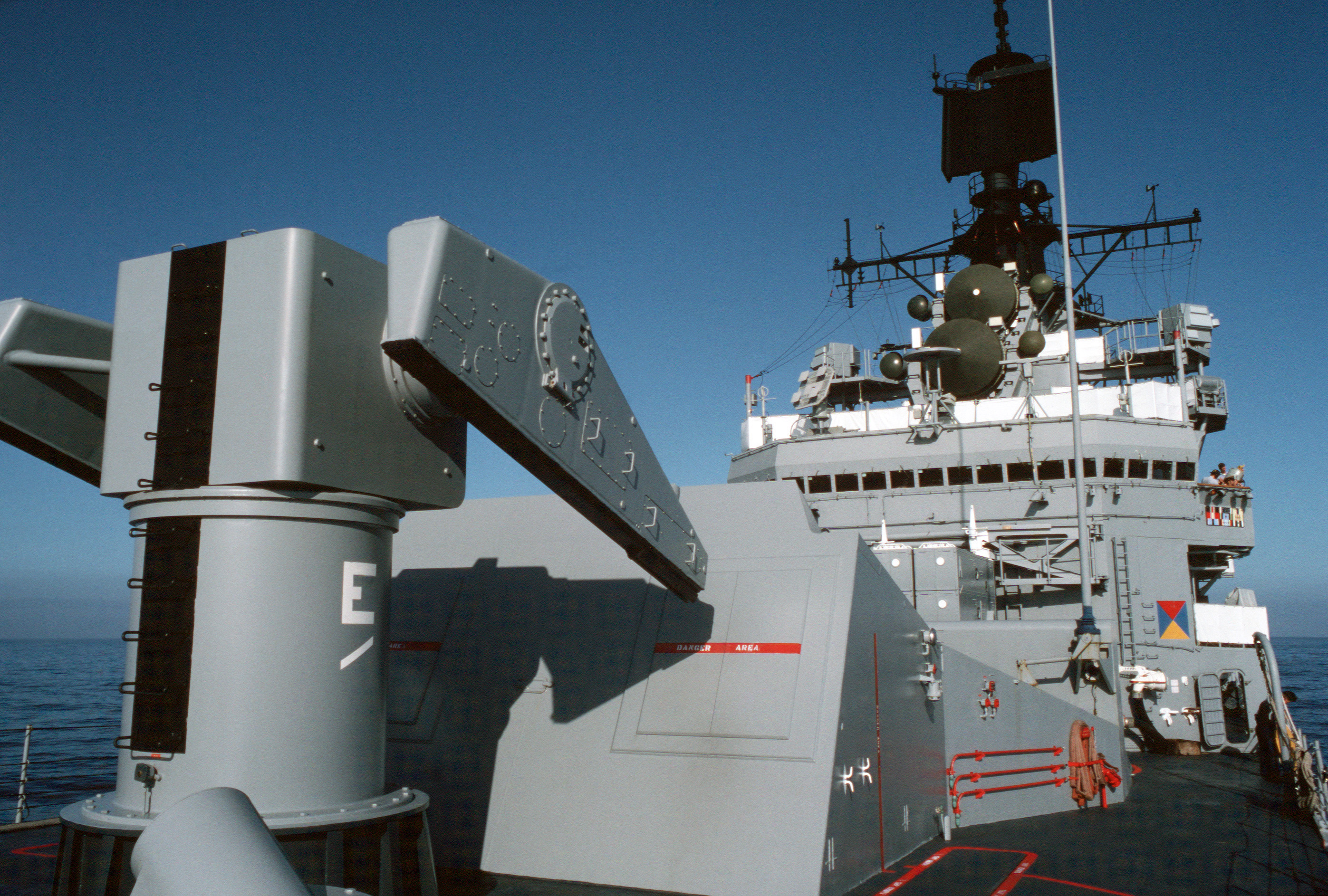
USS Worden показує Mk 10 GMLS. Зверніть увагу на пускову установку ліворуч, вибухові двері позаду пускової установки, де ракети виходять із фідера пускової установки, і радари AN/SPG-55 посередині праворуч.
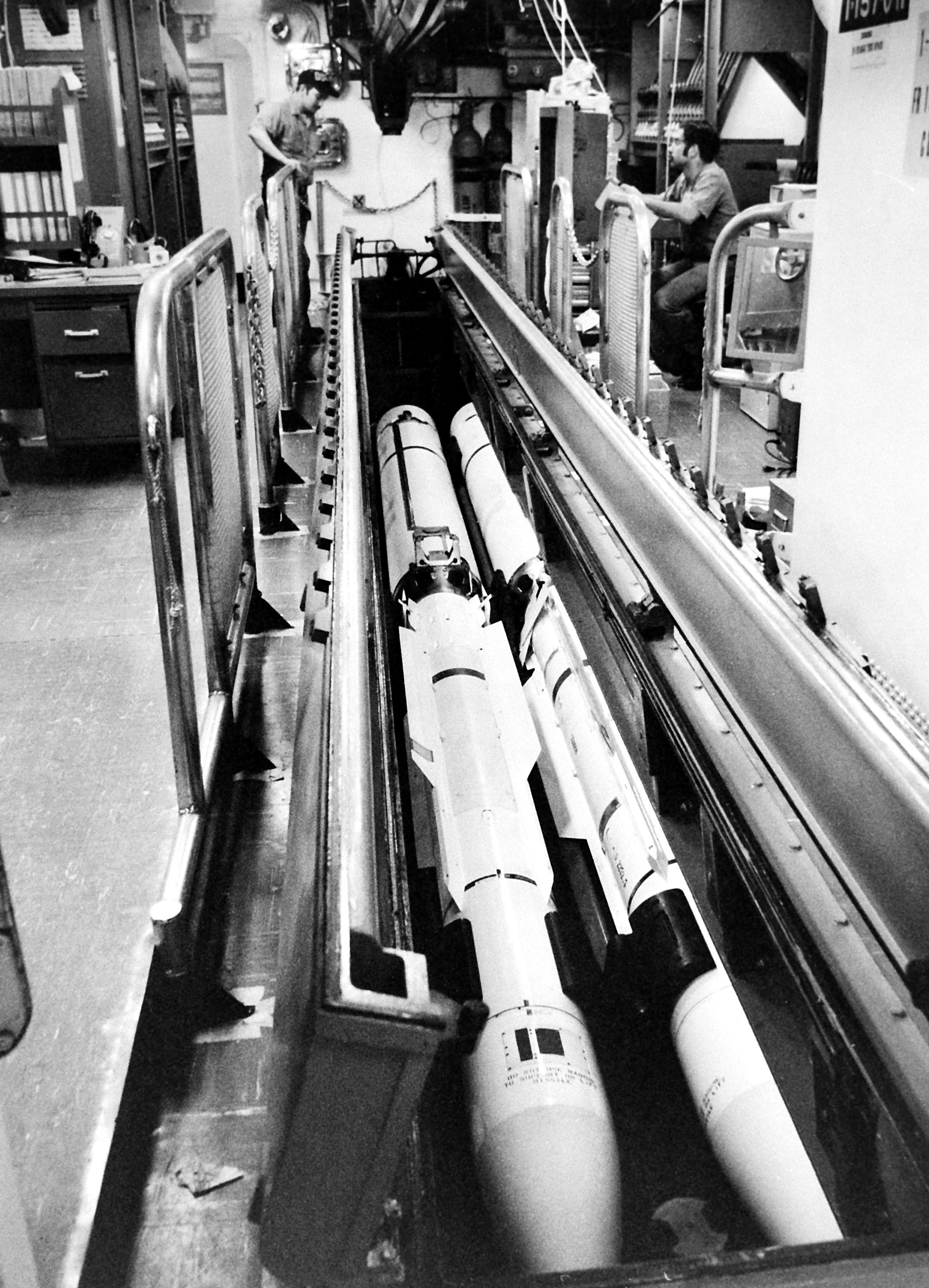
SM-2ER в магазинній зоні, на готовому сервісному кільці Mk-10 GMLS на Mahan
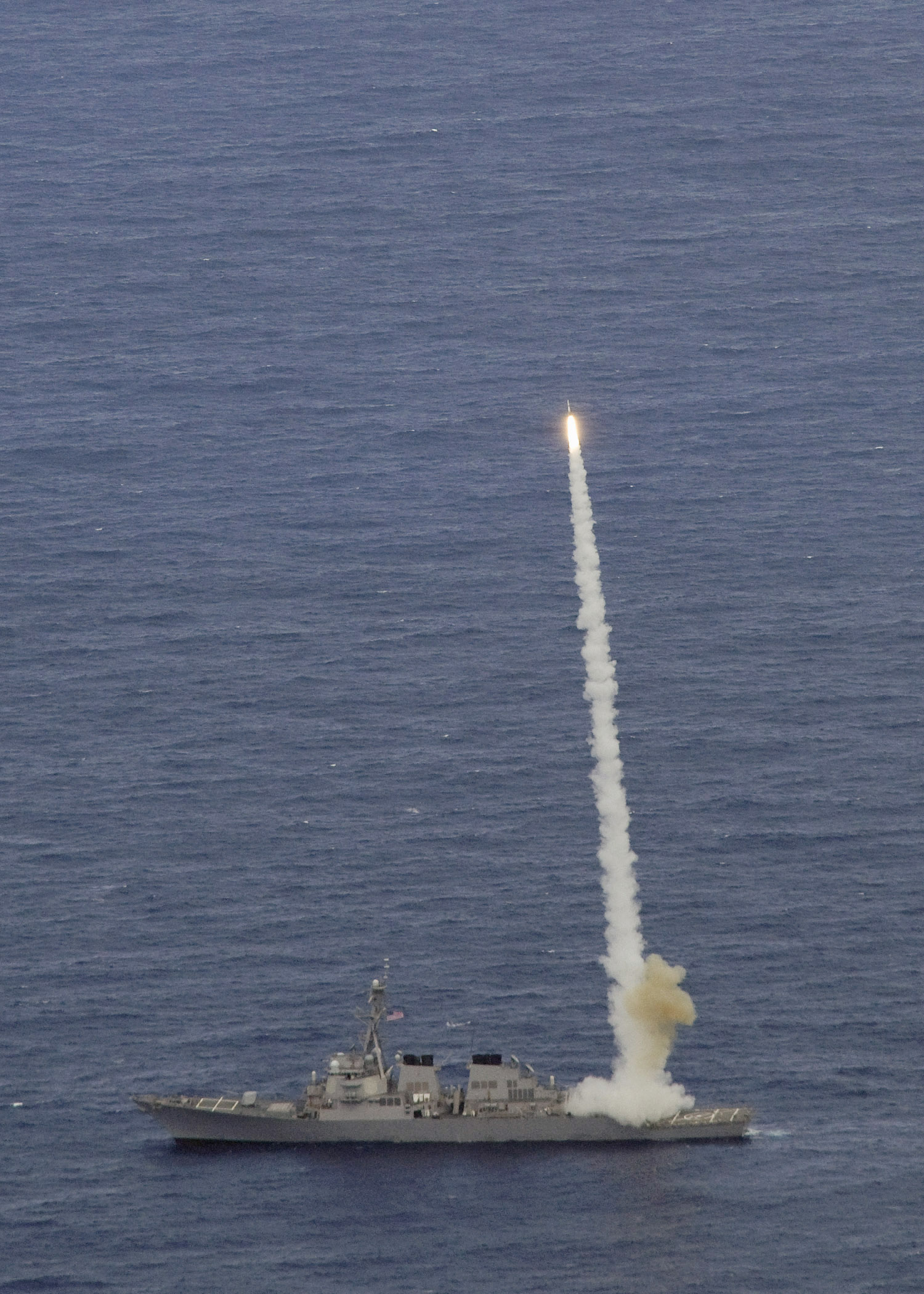
Есмінець з керованими ракетами USS Curtis Wilbur запускає ракету RIM-156 Standard SM-2 ER під час виконання маневрів ухилення від торпед під час Multi-Sail 2009

## Виноски
1. ↑  звідси отримала позначення «Стандартна ракета» (англ. Standard Missile)
2. ↑  позначення англ. ER, Extended radius, означає розширений радіус дії